# Hermann Stieve
Hermann Philipp Rudolf Stieve (Múnich, 22 de mayo de 1886 – Berlín, 5 de septiembre de 1952) fue un médico, anatomista e histólogo alemán. Tras concluir sus estudios de medicina, sirvió en el ejército alemán durante la Primera Guerra Mundial donde se interesó por el efecto del estrés y otros factores ambientales en el sistema reproductor femenino, tema de sus investigaciones posteriores. En 1921, se convirtió en el médico más joven en dirigir el departamento de medicina de una universidad alemana. Enseñó medicina en la Universidad de Berlín y, en los últimos años de su vida, fue director del Instituto de Anatomía de Berlín en el hospital universitario Charité.
Gran parte su investigación se llevó a cabo durante la década de 1930, tras la llegada al poder de los nazis en Alemania. No se afilió al partido, pero como ferviente nacionalista alemán apoyó a Adolf Hitler con la esperanza de que restaurara el orgullo nacional. Los nazis encarcelaron y ejecutaron a muchos de sus oponentes políticos, y sus cadáveres se convirtieron en el principal material de investigación de Stieve, quien conocía plenamente su origen. Si bien gran parte de su trabajo aún se considera valioso —entre otras cosas, aportó pruebas científicas de que el método del ritmo no era eficaz para prevenir el embarazo—, se considera empañado por su eficaz colaboración con la represión política del régimen nazi, especialmente a la luz de sus genocidios posteriores.

## Infancia y estudios
Nacido en Múnich en 1886 en el seno de una familia protestante, era hijo del historiador Félix Stieve. Su hermano mayor fue el futuro diplomático Friedrich Stieve y su hermana menor, la futura trabajadora social Hedwig Stieve.
Hermann Stieve se graduó en el Wilhelmsgymnasium de esa ciudad en 1905. Después de una pasantía médica en el Hospital Rechts der Isar, estudios de medicina en la Universidad Ludwig Maximilian de Múnich y en la Universidad de Innsbruck en la cercana Austria y un año de servicio en el ejército, se convirtió en médico en 1912. Trabajó en investigación anatómica durante un año antes de que comenzara la Primera Guerra Mundial en 1914.
Al comenzar la guerra regresó al ejército, donde atendió a pacientes en el frente y dio clases en la escuela de medicina militar de Múnich. Su servicio fue reconocido con varias condecoraciones. Tras la guerra, se habilitó escribiendo un artículo sobre el desarrollo del ovario de la grajilla. Ocupó una cátedra como profesor e investigador de anatomía y antropología en la Universidad de Leipzig. Allí era conocido por impartir sus conferencias con toga académica negra.

## Carrera académica y actividad política
Como muchos veteranos de guerra alemanes, Stieve estaba enormemente insatisfecho con la República de Weimar y su intento de establecer un gobierno democrático. Además, era un nacionalista alemán. Estas convicciones políticas lo llevaron a unirse a muchas organizaciones políticas y paramilitares de derecha de la época, precursoras del Partido Nazi.
Se unió al Partido Nacional del Pueblo Alemán (DNVP) poco después de asumir su puesto de profesor universitario en Leipzig, y posteriormente al Freikorps local. También se unió al Einwohnerwehr, una organización paramilitar cuya disolución fue ordenada por los Aliados en 1921 por violar las disposiciones del Tratado de Versalles que limitaban el rearme alemán. Ese mismo año, Stieve apoyó el Putsch de Kapp, un fallido golpe militar que obligó brevemente al gobierno civil de la república a huir de Berlín.
Poco después, se doctoró y fue nombrado profesor de anatomía en la Universidad Martín Lutero de Halle-Wittenberg. También ocupó el puesto de director del instituto anatómico de la universidad, lo que le convirtió, entonces de 35 años, en el médico más joven en dirigir un departamento médico en una universidad alemana.
Ese mismo año, se unió a otra organización paramilitar, Der Stahlhelm, que servía principalmente como brazo armado del DNVP, supuestamente proporcionando seguridad a sus líderes y en sus reuniones. Durante los cinco años siguientes, sus responsabilidades académicas incluyeron la presidencia del Comité Universitario Alemán de Educación Física. Durante ese tiempo, los elementos militaristas del sistema político alemán en el que Stieve participaba de forma activa se fortalecieron y se volvieron más abiertamente antidemocráticos.
En 1933, a medida que el gobierno nazi consolidaba su poder, fue elegido rector del consejo universitario. La universidad cambió de nombre durante un tiempo, ya sea por iniciativa de Stieve o debido a un conflicto con la sección universitaria de la Liga Nacionalsocialista de Estudiantes Alemanes. Como muchos académicos alemanes, no protestó cuando los nazis expulsaron a los judíos de la facultad. Sin embargo, a pesar de celebrar el gobierno de Adolf Hitler como una restauración del orgullo nacional, no se afilió al partido nazi, de hecho fue uno de los pocos administradores de escuelas de medicina alemanas que no lo hizo. También era un nacionalista en el tema lingüístico, ya que apoyaba la intención de reemplazar palabras de origen inglés como April y Mai por equivalentes germánicos. Se convirtió en miembro de una organización del partido nazi de forma pasiva, cuando los restos de los Stahlhelm se fusionaron con las Sturmabteilung (SA) en 1934.

## Investigación médica

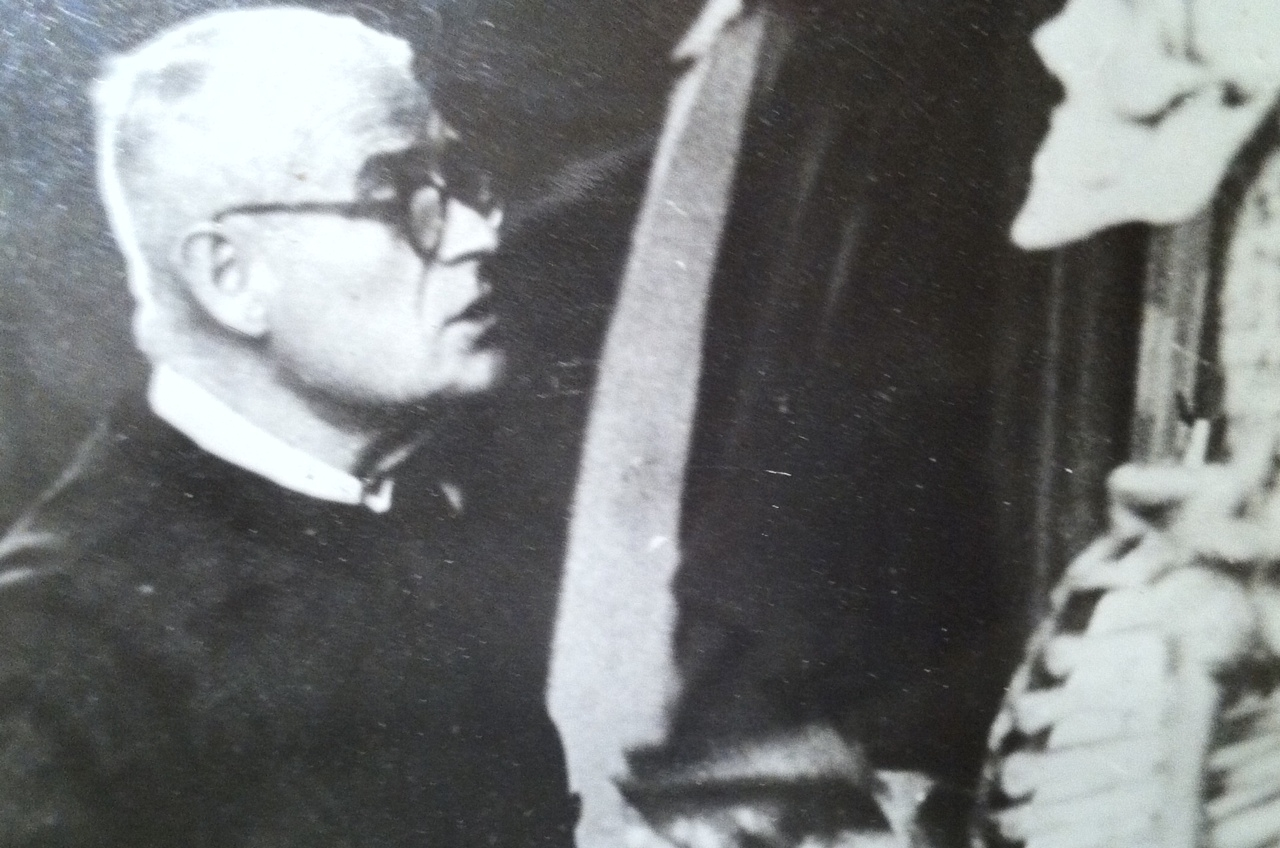
Hermann Stieve durante una conferencia de anatomia en 1943

Después de defender su tesis doctoral, Stieve continuó su investigación sobre los ovarios y el sistema reproductor femenino. Le interesaba especialmente cómo el estrés afectaba la fertilidad. En un experimento, colocó un zorro enjaulado cerca de gallinas para ver si ponían huevos; en otro, indujo un estrés similar en tritones hembras.
En última instancia, quería estudiar órganos humanos. Logró obtener algunos úteros y ovarios donados de los cuerpos de víctimas de accidentes o de cirujanos que los habían extirpado. Una de las mejores fuentes históricas de órganos para la investigación, los cuerpos de criminales ejecutados, no había estado disponible durante los primeros años de su investigación, ya que el gobierno de Weimar apenas aplicaba la pena de muerte y no ejecutaba a ninguna mujer. En una carta de 1931, se quejó de que era difícil conseguir un par de ovarios de una mujer sana.
Para 1934, los nazis arrestaban a muchos oponentes políticos, tanto reales como supuestos. Todos fueron encarcelados; se ejecutó a suficientes como para que ya no faltaran cuerpos para uso de los investigadores. «Las cámaras de ejecución de las cárceles del Tercer Reich eran prácticamente mataderos, y los restos se entregaban a todos los institutos universitarios de anatomía de Alemania (y probablemente de Austria)», escribe William Seidelman, historiador médico de la Universidad de Toronto.

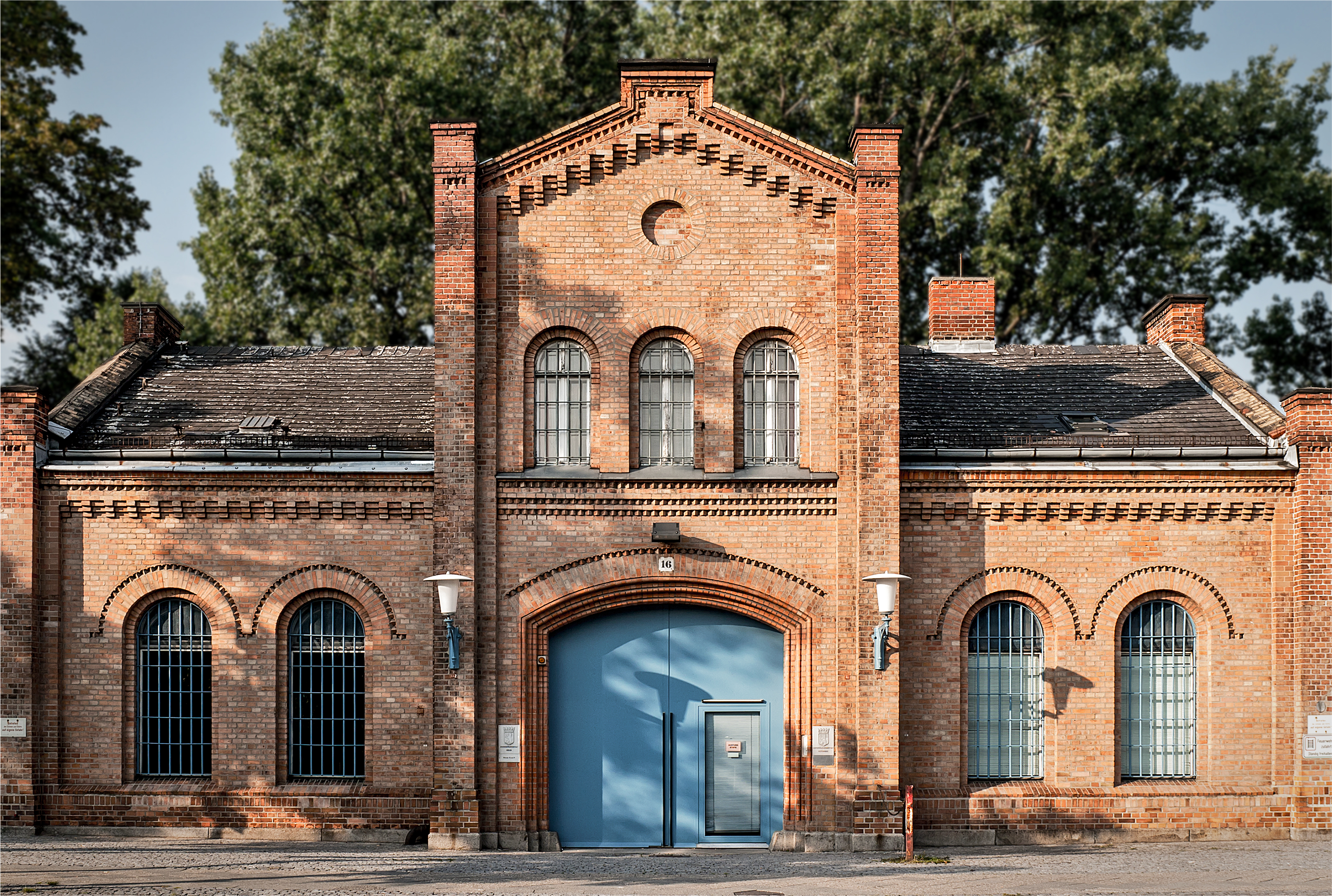
La prisión de Plötzensee, donde Stieve obtenía la mayoría de los cuerpos para sus estudios

Stieve, quien había aceptado una cátedra en la actual Universidad Humboldt de Berlín, así como la dirección de su instituto de anatomía, llegó a un acuerdo con la administración de la prisión de Plötzensee, a las afueras de la ciudad, para aceptar todos los cuerpos de los fusilados, ahorcados o decapitados, muchos de ellos presos políticos. Otros eran «trabajadores esclavos polacos y rusos ejecutados por actos como «socializar con mujeres alemanas».
Los tribunales nazis ordenaron decenas y luego miles de ejecuciones de civiles cada año, hasta un total estimado de 12 000 a 16 000 entre 1933 y 1945. Se cree que durante su «investigación», Stieve reclamó los cadáveres de 182 víctimas del régimen nazi, de las cuales 174 eran mujeres de entre 18 y 68 años y dos tercios de las víctimas eran de origen alemán. Se calcula que únicamente en la prisión de Plötzensee fueron guillotinadas o ahorcadas unas 2800 personas entre 1933 y 1945, lo que, según describió Stieve en un carta al ministro de Salud nazi, le daba acceso a «un material que no poseía ningún otro instituto en el mundo».
Para los cadáveres femeninos que le interesaban especialmente, Stieve utilizó los detallados registros de la prisión. Obtuvo historiales que incluían información sobre cómo habían reaccionado las mujeres a sus sentencias de muerte, su adaptación a la vida en prisión y la frecuencia de sus ciclos menstruales. Cuando la Gestapo iba a ejecutar a una mujer en edad reproductiva, se informaba a Stieve, se fijaba la fecha de ejecución y se le comunicaba a la prisionera la fecha prevista para su muerte. Stieve estudiaba entonces los efectos del trauma psíquico en el ciclo menstrual de la mujer condenada. Tras la ejecución, se le extirpaban los órganos pélvicos para su análisis histológico (de tejido). Luego publicaba informes basados en esos estudios sin vacilación ni disculpas. A lo largo de este periodo escribió 230 artículos sobre el efecto del estrés en el sistema reproductivo femenino. Descubrió que las mujeres que se enfrentaban a la ejecución ovulaban de forma menos predecible y, en ocasiones, experimentaban lo que él llamó «hemorragias de choque». Un artículo argumentaba que el método anticonceptivo del método Ogino-Knaus era ineficaz debido a las variaciones del ciclo. A pesar de los errores de Stieve en la comprensión de la fisiología, su conclusión aún se acepta como correcta.
Dado que se encargaba de todos los cadáveres de la prisión, ejercía cierta influencia sobre los funcionarios. En 1942, cambiaron los horarios para que las ejecuciones se llevaran a cabo por la noche; Stieve logró convencerlos de que volvieran al horario matutino para poder procesar los cuerpos y los tejidos el mismo día. Las afirmaciones de que su influencia llegó incluso a elegir las fechas de ejecución de las mujeres según sus ciclos menstruales han sido desmentidas. Así mismo, otros informes que afirman que permitió a oficiales de las SS violar a algunas prisioneras para estudiar la migración de espermatozoides no han sido corroborados y parecen dudosos (ninguno de los documentos de Stieve menciona el esperma como objeto de investigación); aunque Seidelman, quien informó de esto primero, insiste en que ocurrió. A diferencia de otros investigadores, Stieve no fabricó jabón con los restos de los cuerpos después de diseccionarlos.

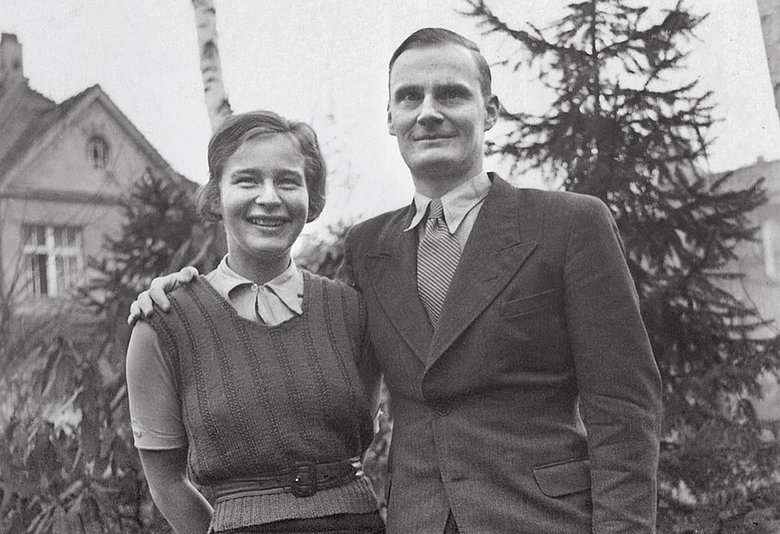
El matrimonio Harro y Libertas Schulze-Boysen ambos fueron ejecutados por las autoridades nazis y sus cuerpos utilizados en la investigación de Stieve

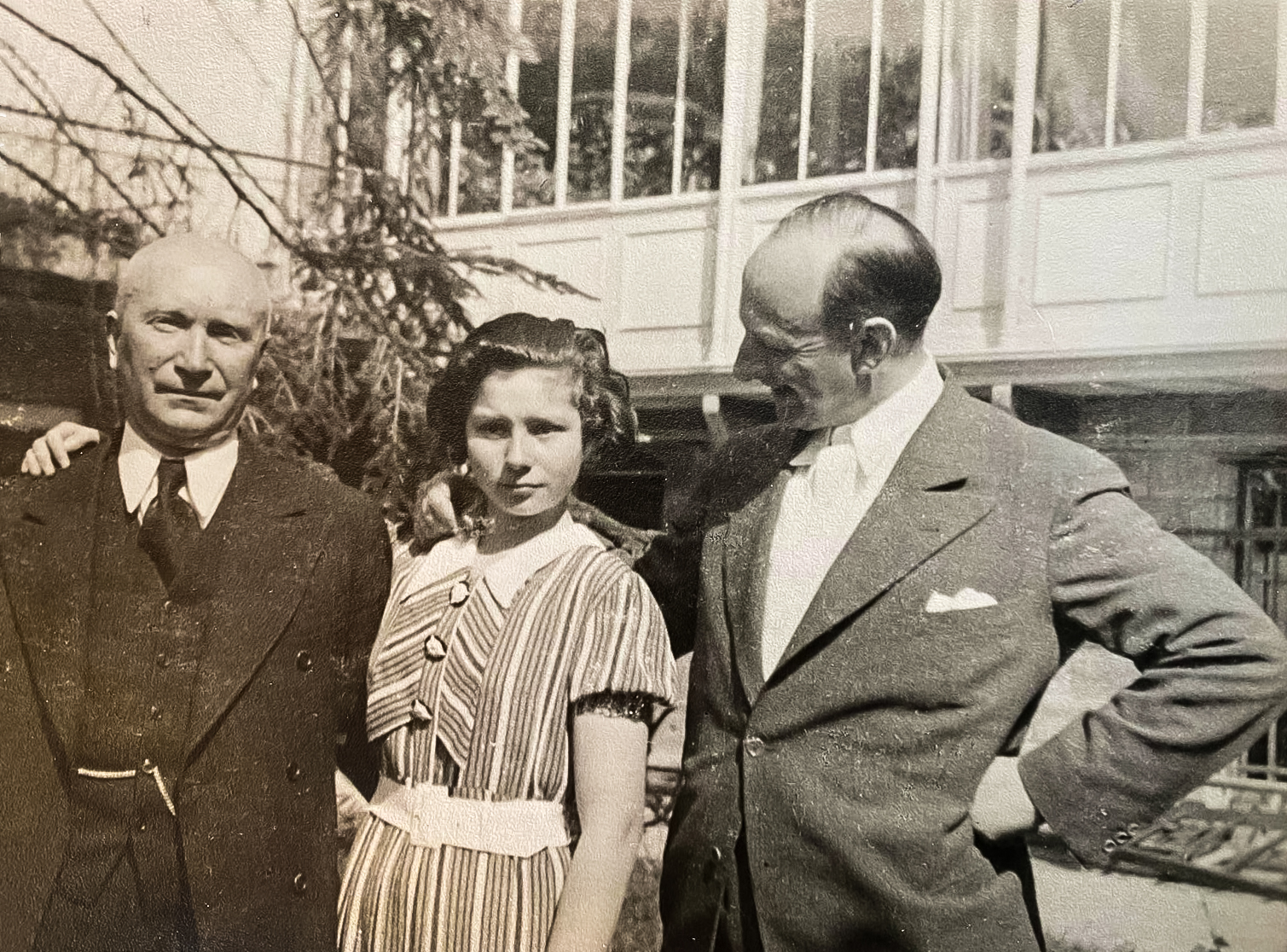
Liane Berkowitz con su padre Henry Berkowitz (derecha) y su tío Dimitri Jewsejenko (izquierda) en Montreux en mayo de 1937

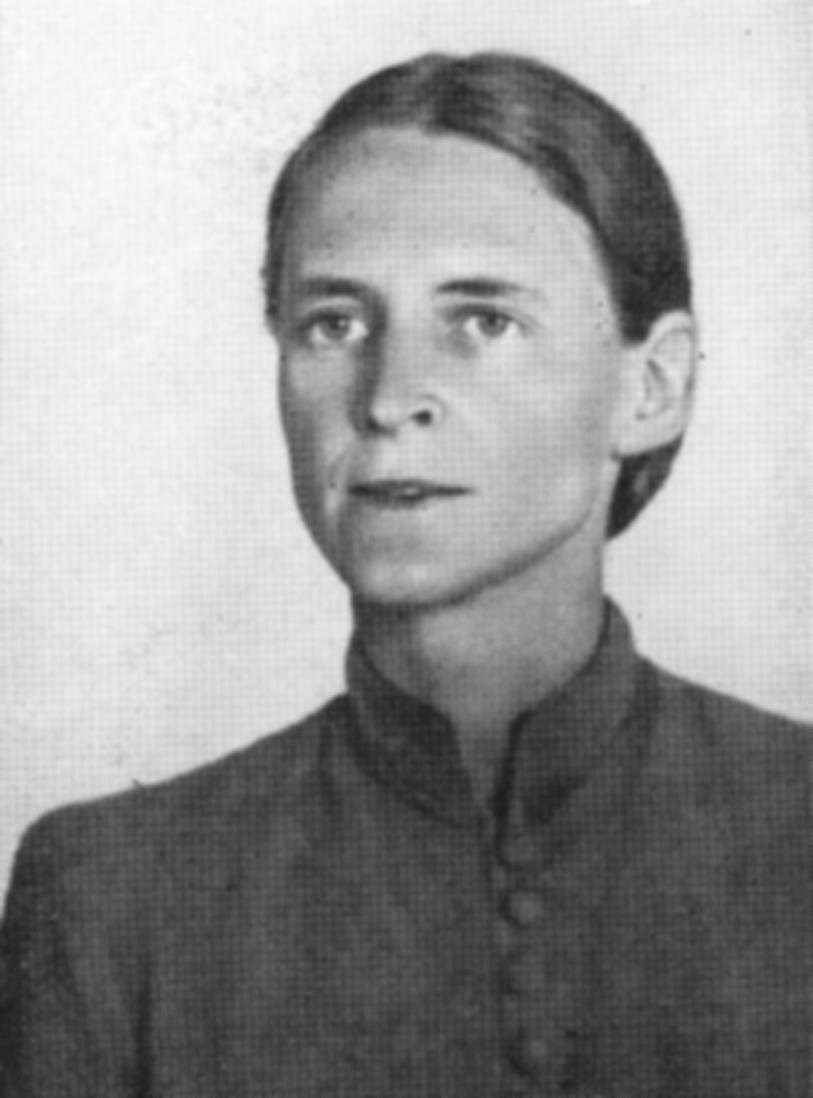
Mildred Harnack, ejecutada por espionaje en 1943. Su cuerpo es el único de los 182 utilizados por Stieve cuyo lugar de entierro se conoce.

Alguna de las mujeres ejecutadas por las autoridades nazis y cuyos cuerpos acabaron en su mesa de laboratorio tras su muerte se encontraban algunos de los miembros más destacados de la limitada resistencia alemana contra los nazis. Los cuerpos de Harro Schulze-Boysen y su esposa Libertas, junto con los de Arvid Harnack y Liane Berkowitz, todos miembros de la Orquesta Roja, que intentaron frustrar la invasión alemana de la Unión Soviética en 1941, fueron entregados a Stieve después de ser ejecutados a finales de 1942. Al año siguiente, el cuerpo de Elfriede Scholz, hermana del novelista Erich Maria Remarque, también acabó en la mesa de disección de Stieve después de su ejecución por «socavar la moral» tras decir que la guerra estaba perdida. La lista de archivos de investigación de Stieve se obtuvo 70 años después y, a partir de 2018, estos documentos se conservan en el Sitio Conmemorativo de la Resistencia Alemana en Berlín.
La esposa de Harnack, Mildred, nacida en Wisconsin, pareció escapar inicialmente de este destino al ser condenada a seis años por sus actividades de espionaje. Esta sentencia fue revocada por orden directa de Hitler y sustituida por la decapitación, convirtiéndola en la única mujer estadounidense cuya ejecución fue ordenada personalmente por el dictador alemán. Uno de sus estudiantes llevó sus restos a casa en una bolsa de compras y los enterró en el cementerio de Zehlendorf, lo que la convierte en la única integrante de la Orquesta Roja cuyo lugar de entierro se conoce.
Cuando los cuerpos de Harnack y los Schulze-Boysen estaban en la sala de reconocimiento, una amiga de Libertas, Charlotte Pommer, quien había estudiado medicina, los reconoció y abandonó el programa de inmediato, pues sabía que Libertas quería ser enterrada en un lugar tranquilo y apacible. Posteriormente, Pommer se convirtió en disidente, ocultando a un familiar de uno de los implicados en el intento de asesinato de Hitler en 1944 y finalmente fue encarcelada cerca del final de la guerra. Es la única estudiante o asistente de Stieve que se sabe que abandonó el programa por motivos morales. El propio Stieve afirmó que había rechazado los cuerpos de algunos de los conspiradores, aunque, no tuvo ningún escrúpulo en diseccionar el cuerpo de Walter Arndt, un viejo amigo suyo que fue ejecutado en 1944. Se cree que conservó el corazón de Arndt.

## Posguerra
Al finalizar la guerra, tanto los Aliados como las familias de los fallecidos comenzaron a investigar qué había sucedido con los cuerpos de los ejecutados. Aunque en muchos casos, fue imposible localizarlos, ya que no se disponía de documentación y los cuerpos y muestras que quedaban rara vez eran identificables. Las identidades de las personas cuyos cuerpos utilizó Stieve en su investigación solo se conocieron casi 70 años después de la guerra, cuando se publicó una lista que había compilado en 1946 para un pastor protestante que intentaba ayudar a algunos familiares de los reclusos de Plötzensee a encontrar sus restos. La lista fue finalmente publicada en una revista médica por otra investigadora, Sabine Hildebrandt.
Al igual que muchos médicos alemanes que, de alguna manera, habían sido cómplices de los crímenes de lesa humanidad del régimen nazi, Stieve nunca rindió cuentas. Tras el juicio de los doctores en Núremberg en 1946, que culminó con la condena de catorce médicos que habían realizado experimentos con sujetos vivos en campos de concentración nazis, la profesión médica del país investigó para determinar quién más de sus miembros había cometido crímenes de guerra. En 1948 se anunció que solo varios cientos de los miles de médicos del país lo habían hecho, una cifra que excluía a Stieve y a muchos de sus colegas anatomistas que trabajaban en universidades en lugar de campos de exterminio. La profesión médica estaba preocupada por la posible pérdida de médicos docentes en Alemania si todos los que habían aceptado los cuerpos de prisioneros políticos ejecutados para investigación eran encarcelados o inhabilitados para ejercer o enseñar.
Defendió su trabajo en una ocasión, diciendo que «[Un anatomista] solo intenta extraer resultados de aquellos incidentes que pertenecen a las experiencias más tristes de la historia de la humanidad» y que «de ninguna manera debo avergonzarme de haber podido revelar nuevos datos de los cuerpos de los ejecutados, hechos que antes eran desconocidos y ahora reconocidos por todo el mundo». Sin embargo, negó que las víctimas ejecutadas sobre las que había realizado su investigación fueran presos políticos. Después de su muerte, la Academia de Ciencias de Baviera reconoció las críticas a la obra de Stieve en el obituario publicado en su anuario. Aunque desmintió lo que la llamó las «acusaciones falsas y maliciosas» señalando que nunca había estado en un campo de concentración ni había solicitado a la administración penitenciaria que «sucediera esto o aquello» antes de la ejecución. Los cuerpos que diseccionó, afirmó, eran víctimas de accidentes o de delincuentes comunes condenados a muerte legalmente. Continuó dirigiendo el Instituto de Anatomía de la Universidad de Berlín y sólo su muerte interrumpió su trabajo en 1952. A pesar de estar involucrados en diferentes crímenes de guerra, la mitad de los médicos alemanes que eran miembros del Partido Nazi continuaron ejerciendo después de la guerra.
A lo largo de su carrera, fue elegido miembro de la Academia Alemana de Ciencias de Berlín y de la Academia Alemana de las Ciencias Naturales Leopoldina. La Real Academia de las Ciencias de Suecia también le otorgó su membresía. El hospital Charité, donde trabajó, erigió un busto en su honor y le dedicó un aula de conferencias. Murió de un derrame cerebral en 1952 mientras dirigía el instituto. Quería dejar su cuerpo a la ciencia, pero tras la oposición de su esposa, fue enterrado.

## Legado
Su investigación sigue siendo tan importante como controvertida desde el punto de vista científico, a medida que se conocen sus circunstancias. En su centenario, en 1986, fue elogiado como «un gran anatomista que revolucionó los fundamentos de la ginecología mediante su investigación clínico-anatómica». En una revisión de 2009, los historiadores médicos alemanes Andreas Winkelmann y Udo Schagen concluyeron que «Stieve no era un asesino ni un nazi ferviente. Sin embargo, los resultados de su investigación estaban viciados por su contexto ético y político».
El 13 de mayo de 2019, más de 300 piezas de tejidos extraídos a presos políticos ejecutados por los nazis fueron enterrados en el cementerio  Dorotheenstadt de Berlín, en las proximidades de un monolito que conmemora a los hombres que participaron en el fallido intento de asesinato de Hiltler el 20 de julio de 1944. Se trata de muestras de tejido de personas que fueron asesinadas en Plötzensee, en su mayoría como opositores políticos al régimen. Las muestras fueron encontradas por los descendientes de Stieve en 2016 en su domicilio familiar y entregadas a la Charité, estaban contenidas en portaobjetos de laboratorio. Algunas llevaban nombre y apellidos, otras sólo un número. Allí se reconocieron sus orígenes y se encargó a Johannes Tuchel, director del Centro Alemán de Recuerdo de la Resistencia, que investigara su procedencia. Tras concluir su investigación, Tuchel, lanzó una dura acusación contra Stieve: «Hemos investigado que él ayudó sistemáticamente al Ministerio de Justicia del Reich a encubrir los rastros de estos crímenes judiciales». Según este informe, el Ministerio de Justicia nazi puso los cuerpos a disposición del médico para su disección poco después de la ejecución. A cambio, Stieve se aseguraba de que los cuerpos de los asesinados fueran incinerados y enterrados anónimamente. Los restos de tejidos humanos descubiertos se encontraban en un estado tan precario y carentes de valor científico, que en circunstancias normales simplemente se hubieran desechado, pero debido al origen de las muestras se decidió darles una sepultura digna.